# La grande avventura (album)
La grande avventura è un album di Riccardo Cocciante, pubblicato nel 1987.
L'album si avvale della collaborazione del paroliere Mogol e di artisti del calibro di Lucio Dalla ed Enrico Ruggeri.
La copertina è realizzata dal disegnatore Milo Manara.

## Tracce
1. Il mio nome è Riccardo - 5:36
2. Un desiderio di vita indicibile - 5:11
3. La canzone di Francesco - 5:29
4. Cuori di Gesù - 4:34
5. Canzone indiana - 6:34
6. Indocina - 5:35
7. Il vero amore - 4:56
8. Scene di primavera con mia madre - 4:22
9. Il funambolo - 4:30
10. La grande avventura - 7:26

## Produzione
Testi: Mogol, L. Dalla e E. Ruggeri
Musiche: Riccardo Cocciante

## Formazione
- Riccardo Cocciante - voce
- Andy Pask - basso
- Stuart Elliott - batteria
- Phil Palmer - chitarra elettrica
- Geoff Westley - tastiera
- Guy Barker - tromba
- Malcom Griffiths - trombone
- Jamie Talbot - sax